# Varenne (cheval)
Pour les articles homonymes, voir Varenne.
Varenne est un cheval de course bai, né le 19 mai 1995 à Copparo (province de Ferrare) en Italie.
Surnommé « Il Capitano », il est l'un des tout meilleurs trotteurs de l'histoire. Totalisant 6 035 665 € de gains, il est le plus riche trotteur de l'histoire. Au cours de sa carrière, il était entraîné en Italie par le Finlandais Jori Turja, drivé par l’Italien Giampaolo Minnucci et confié aux soins de la Finlandaise Iina Rastas, sa lad.

## Carrière de courses
Élevé par Jean-Pierre Dubois et un haras italien, Varenne voit sa croissance contrariée en raison d'une blessure à une jambe qui l'oblige à garder le box plusieurs mois. Néanmoins, il se révèle surdoué dès ses débuts en compétition, à l'âge de 3 ans, en 1998, année où il remporte huit de ses douze courses, dont le Derby italien, terminant également troisième du Grand Prix Orsi Mangelli.
À 4 ans, il réalise une année parfaite, alignant quatorze victoires en autant de sorties, s'imposant dans les principales courses italiennes pour 4 ans et battant ses aînés dans le Grand Prix des Nations. Pour la première fois, il s'aventure à l'étranger, d'abord en Allemagne, où il gagne le Preis der Besten, puis en France, en fin d'année, où il défait les meilleurs 4 ans français dans le Prix Ariste-Hémard, un groupe 2 à Vincennes. Cette victoire parisienne lui ouvre les portes du Prix d'Amérique 2000 où, malgré ses 5 ans, il fait figure de cofavori face au crack français Général du Pommeau, son aîné d'un an. Le match s'annonce très prometteur, mais pour la première fois depuis plus d'un an, il doit baisser pavillon devant un Général du Pommeau alors au sommet de son art, lauréat dans un temps record. Néanmoins, Varenne obtient une remarquable troisième place.
De retour en Italie, Varenne s'adjuge la plus célèbre course italienne, le Grand Prix de la Loterie. Il ne cessera désormais de sillonner l'Europe d'un grand prix à l'autre, malgré un échec dans l'Elitloppet, où ses trois grands rivaux de l'époque, le Suédois Victory Tilly et les Français Général du Pommeau et Fan Idole, occupent le podium. En 2000, il remporte la première de ses deux Coupe du Monde de Trot, un challenge qui regroupe plusieurs grandes courses internationales. Logiquement, il arrive à Vincennes pour le Prix d'Amérique 2001 avec un statut de favori qu'il honore en remportant l'épreuve devant Général du Pommeau et Fan Idole. Après une deuxième victoire dans le Grand Prix de la Loterie, il défait Victory Tilly dans l'Elitloppet et devient ainsi le premier cheval depuis Roquépine en 1967 à remporter dans la même année les trois grandes courses européennes. Son entourage décide alors de répondre favorablement à une invitation à courir aux États-Unis, dans la Breeders' Crown, la plus grande course américaine pour chevaux d'âge. Varenne non seulement y balaie ses adversaires, mais il s'approprie au passage le record du monde du mile en 1'09"1 (battu depuis). Il achève son été américain par une victoire dans le Trot mondial, à Montréal (où Fan Idole termine quatrième), puis revient en Europe pour une nouvelle campagne triomphale : en 2002, il réédite son exploit de l'an passé en réalisant à nouveau le triplé Amérique (devant Général du Pommeau) / Loterie / Elitloppet. Il enchaîne les victoires dans toute l'Europe, remporte les cinq manches de la Coupe du Monde de Trot et bat de nombreux records de vitesse (dont le record d'Europe et record du monde du mile sur piste de 1 000 mètres, en 1'09"3, et le record de France en 1'09"6).
Ayant tout gagné et accumulé plus de six millions d'euros de gains, ce qui fait de lui le cheval le plus riche de tous les temps, Varenne traverse une dernière fois l'Atlantique pour ses adieux à la compétition, programmés dans le Trot mondial de Montréal, le 28 septembre 2002. Archi favori, il devra pourtant s'y avouer vaincu dans la ligne droite par Fan Idole, étant même distancé de la deuxième place pour avoir pris quelques piquets. C'est la seconde fois de sa carrière qu'il est distancé (la première avait eu lieu le 4 avril 1998 à Bologne, le jour où Il Capitano faisait ses débuts en piste).

### Palmarès
Monde
- Coupe du Monde de Trot (2000, 2002)

 Europe
- Championnat européen des 5 ans (Gr.1, 2000)

 Italie
- Grand Prix de la Loterie (Gr.1, 2000, 2001, 2002)
- Derby Italien (Gr.1, 1998)
- Prix d'Europe (Gr.1, 1998)
- Grand Prix Tino Triossi (Gr.1, 1999)
- Grand Prix Continental (Gr.1, 1999)
- Grand Prix des Nations (Gr.1, 1999)
- Grand Prix Gaetano Turilli (Gr.1, 2000)
- Grand Prix UNIRE (Gr.1, 2000, 2002)
- Grand Prix du Jubilé (2000)
- Grand Prix de la Ville de Padoue (1999)
- Prix de la Ville de Turin (1999)
- Grand Prix Dante Alighieri (1999)
- Grand Prix de Florence (1999)
- Prix Ville de Tarente (1999)
- Grand Prix de la Ville de Cesena (1999)
- 2e Grand Prix UNIRE (Gr.1, 2001)
- 3e Gran Premio Orsi Mangelli (Gr.1, 1998)

 France
- Prix d'Amérique (Gr.1, 2001, 2002)
- Grand Critérium de vitesse de la Côte d'Azur (Gr.1, 2002)
- Étape parisienne de la Coupe du Monde de trot (Gr.2, 2000, 2002)
- Prix Ariste-Hémard (Gr.2, 1999)
- Prix Roederer (Gr.2, 2000)
- 3e Prix d'Amérique (Gr.1, 2000)

 Suède
- Elitloppet (Gr.1, 2001, 2002)
- Hugo Åbergs Memorial (Gr.1, 2002)
- Jubileumspokalen (Gr.1, 2002)
- Olympiatravet (Gr.1, 2000, 2002)
- 2e Hugo Åbergs Memorial (Gr.1, 2000)
- 2e Jubileumspokalen (Gr.1, 2000)

 Allemagne
- Preis der Besten (Gr.1, 1999)
- Elite-Rennen (Gr.1, 2001)

 Canada
- Trot Mondial (2001)

 États-Unis
- Breeders' Crown (2001)

 Finlande
- Prix Saint-Michel (Gr.1, 2002)

 Allemagne
- 2e Elite-Rennen (Gr.1, 2000)

### Records de vitesse
- ex-record du monde du mile sur piste d'un mile : 1'09"1
- record du monde du mile sur piste de 1 000 mètres : 1'09"3
- ex-record d'Europe : 1'09"3
- ex-record du monde sur 2 100 mètres : 1'10"8
- ex-record du monde sur 2 100 mètres sur piste de mille mètres : 1'11"2
- ex-record de France : 1'09"6
- ex-record d'Italie : 1'10"8

### Récompenses
- Cheval de l'année en Italie (2000, 2001, 2002)
- Cheval de l'année en France (2001, 2002)
- Cheval de l'année aux États-Unis (2001)

- Signe de son immense popularité, le 18 mars 2003, la Poste de Saint-Marin a émis une série de quatre timbres en hommage aux plus grands chevaux italiens. Elle consacre Molvedo (timbre de 11 cents d'euros), Tornese (timbre de 15 cents d'euros), Ribot (timbre de 26 cents d'euros) et Varenne, ce dernier bénéficiant du timbre le plus cher, à 155 cents d'euros.

## Au haras
Varenne est installé comme étalon en Italie, une saillie du champion coûtant 15 000 €. Il a rapidement fait parler de lui au haras, s'imposant comme le meilleur étalon transalpin (dix fois tête de liste), ses produits ayant par exemple remporté cinq éditions du Derby. On lui doit notamment les champions :
- Lisa America 1'10 : Grand Prix d'Oslo, Åby Stora Pris, Gran Premio d'Europa
- Lana del Rio 1'11 : Derby Italien, Grand Prix Tino Triossi, 3e du Prix de France
- Napoleon Bar 1'10 : Prix de la Ville de Naples, Grand Prix Gaetano Turilli, Prix de New York, de Washington
- Pascia' Lest 1'09 : Derby Italien, Prix de l'Atlantique, 2e Grand Critérium de vitesse de la Côte d'Azur
- Twister Bi 1'08 : International Trot, Grand Prix d'Oslo
- Vernissage Grif 1'09 : Campionato Europeo, Gran Premio Città di Montecatini, Gran Premio della Lotteria

## Origines
| Origines de Varenne | Origines de Varenne | Origines de Varenne | Origines de Varenne |
| ------------------- | ------------------- | ------------------- | ------------------- |
| Père Waikiki Beach  | Speedy Somolli      | Speedy Crown (sv)   | Speedy Scot         |
| Père Waikiki Beach  | Speedy Somolli      | Speedy Crown (sv)   | Missile Toe         |
| Père Waikiki Beach  | Speedy Somolli      | Somolly             | Star's Pride        |
| Père Waikiki Beach  | Speedy Somolli      | Somolly             | Laurita Hanover     |
| Père Waikiki Beach  | Hula Lobell         | Super Bowl          | Star's Pride        |
| Père Waikiki Beach  | Hula Lobell         | Super Bowl          | Pillow Talk         |
| Père Waikiki Beach  | Hula Lobell         | Hollys Margeo       | Blaze Hanover       |
| Père Waikiki Beach  | Hula Lobell         | Hollys Margeo       | Clever Diller       |
| Mère Ialmaz         | Zebu                | Sharif Di Iesolo    | Quicksong           |
| Mère Ialmaz         | Zebu                | Sharif Di Iesolo    | Odile De Sassy      |
| Mère Ialmaz         | Zebu                | Keystone Lady       | Hickory Pride       |
| Mère Ialmaz         | Zebu                | Keystone Lady       | Lady Frost          |
| Mère Ialmaz         | Baree               | Speedy Crown        | Speedy Scot         |
| Mère Ialmaz         | Baree               | Speedy Crown        | Missile Toe         |
| Mère Ialmaz         | Baree               | Spree Hanover       | Star's Pride        |
| Mère Ialmaz         | Baree               | Spree Hanover       | Spry Hanover        |